# Charles Findlay Davidson
Charles Findlay Davidson (16 juillet 1911 - 1er novembre 1967) est un géologue écossais. Il est vice-président de la Royal Society of Edinburgh. Il est conservateur adjoint du Museum of Practical Geology de Londres et géologue en chef du British Geological Survey.

## Biographie
Il est né à Monifieth, dans le nord de l'Écosse, le 16 juillet 1911, fils de John Davidson. Il fait ses premières études à la Morgan Academy de Dundee . Il étudie la géologie et la minéralogie à l'Université de St Andrews, obtenant un baccalauréat ès sciences avec mention en 1933 . L'université lui décerne ensuite un doctorat honorifique (DSc) en 1942.
En 1934, il obtient un poste de conservateur adjoint au sein de la section de géologie du musée d'histoire naturelle de South Kensington.
En 1935, il est élu Fellow de la Royal Society of Edinburgh avec comme proposants D'Arcy Wentworth Thompson, John Smith Flett, ADPeacock, John Pringle, James Alexander Richey et Douglas Alexander Allan. Il est leur vice-président de 1963 à 1966 .
Pendant la Seconde Guerre mondiale, il est le conseiller géologique officiel du renseignement britannique. Il est nommé géologue en chef du gouvernement en 1944 et est chargé de s'approvisionner en uranium pour les objectifs atomiques britanniques. De 1946 à 1954, il est nommé géologue en chef de la division de l'énergie atomique du Royaume-Uni. De ce fait, il est découvreur d'importants gisements d'uranium au Canada (assisté du géologue local, Franc Joubin). Au cours de cette période, il est l'une des personnes qui voyage le plus au monde, parcourant environ 50 000 miles par an. Il est conjointement responsable de l'identification de Witwatersrand en Afrique du Sud comme l'une des principales sources mondiales d'uranium. Pendant son séjour au Royaume-Uni, il est basé au laboratoire Harwell.
Il reçoit l'Ordre de l'Empire britannique (OBE) dans la liste des honneurs du Nouvel An de 1953 .
En 1955, il est nommé professeur de géologie à l'Université de St Andrews. Il reçoit la médaille Lyell de la Société géologique de Londres en 1965  et est nommé membre honoraire de la Geological Society of America en 1966.
Il est mort d'une crise cardiaque à son domicile, Gowan Park à la périphérie de Cupar à Fife le 1er novembre 1967 . Il reçoit à titre posthume le prix Neill de la Royal Society of Edinburgh.